# Элийбаввинчу
Элийбаввинчу, Элиба-Инчу, Биляр-Гырган, Белларт-Гарганш, Билар-Кирган (чечен. Элийбаввинчу) — бывшее Ауховское село (хутор) в Казбековском районе Дагестана, ныне не существует.

## География
Расположено к югу от города Хасавюрт, на левом берегу реки Акташ, на границе с Чечнёй.
Ближайшие населённые пункты: на северо-востоке сёла — Ленинаул и Калининаул, на западе — села Гиляны и Зандак (Чечня).

## История

### Название
Чеченский исследователь-краевед А. С. Сулейманов в своей книге «Топонимия Чечни» привёл следующие варианты написания названий: Элийбаввинчу, Элибавинчу, Элибаввинча, Элий баввинча, в источнике "Районированный Дагестан (1929 года)" населённый пункт назван Элиба-Инчу. Названия переводится с чеченского, как «место, где убили князей». 

### Легенды и предания
Согласно преданию, на этом месте были убиты кумыкские феодалы, которые пытались закабалить чеченцев-ауховцев. Князья были казнены, а трупы их сожжены на собрании народа. Между сёл Ширча-Аух (ныне Калининаул) и Гиляны (Чечня) находится гора, именуемая «Элий байчъина лам», с чеченского переводится как «Гора, на которой убиты князья». Рядом с местом где располагалось село сохранилось кладбище.
Во время одного из посещений Маадия (чечен. МаьӀда) кумыкские князья пригласили его поехать с ними в Кабарду. А когда они ехали уже обратно они остановились на берегу реки Ямансу, чтобы отдохнуть и совершить вечерние молитвы. А когда Маадий разделся, снял с себя оружие и доспехи и начал молитву братья убили его и бежали в Индри". Сестра Маадия Сяргиз узнала, что брат её убит и вместе со своими людьми ушла в лес, чтобы отомстить убийцам брата.
Через некоторое время кумыкские князья, сознавшись в убийстве, попросили мира и прощения. Сяргиз (чечен. СаьргӀиз) согласилась, и кумыкские князья были приглашены для примирения. Они принесли много подарков все они пришли на место убийства Маадия, где и были прощены. После обряда примирения, на месте жительства Сяргиз — было приготовлено угощение. Во время трапезы Сяргиз поняла, что князья замыслили что-то нехорошее: сняв с головы платок, она приказала убить всех. Сообщается, что всего было убито 7 князей и 16 узденей. Все оставшиеся, в живых кумыкские князья были изгнаны в село Индри.
У ауховцев существуют две предания, в первом из которых говорится, о том, что те времена кумыкские князья убили ауховца по имени Маажр (чечен. МӀажр), через некоторое время жена Маажра, по совету ауховских стариков, позвала кумыкских князей к себе мириться. Там, на горе, где жила жена ауховца, кумыкские князья были убиты. С тех пор эта гора называется "Элий баввийна.
Второе предание гласит, что выше села Пхарчхошка жил один ауховец. Он был женат на дочери кумыкского князя. Родные кумычки, недовольные тем, что она, вышла замуж за не своего, пригласили его к себе в гости и убили. Шло время, дети ауховца и кумычки подросли. Жена убитого ауховца пригласила родственников-князей в гости. Здесь, на горе, она при помощи своих сыновей убила этих князей. С тех пор эта гора называется «Элий баввийна (Лам)».

### Кавказская война
Зимой 1851 года пришли русские войска в Кишен-Аух для постройки укрепления. Имам Шамиль со всем войском выступил и остановился в ауховском селении Билар-Кирган и приказал построить завал между селениями Новый Буртунай и Джаншко и оставил там для защиты несколько наибов.
В 1858—1859 годах в этих местах бывал Александр Дюма, в своей книге «Кавказ» он описал дорогу к поселениям Аргар-Юрт (Акташ-Аух), Белларт-Гарганш (Элийбаввинчу) и Юрт-Анк (Юрт-Аух):

В четыре часа пополудни они снова пустились в путь и переправились через Акташ, минуя два аула, из которых один называется по имени этой же реки, а другой Юрт-Анк. Почти за версту от последнего аула в Акташ впадает река Сала-су и делает крутой поворот к северо-западу. В центре поворота возвышается гора, на склонах которой построены два аула – Аргар-Юрт и Белларт-Гарганш. Дорога до Аргар-Юрта, более или менее удобная, за этой деревней практически исчезла: пришлось спуститься в реку и следовать по ней. 

Уже вечером они оставили русло Акташа и въехали в лес, что на левом берегу. В десять часов во мраке показалось несколько огней, это были огни аула Оньек. Ориентируясь на огни, направились в аул и скоро въехали в нею. Главная улица была полна народу. Лазутчик известил, что какой-то русский, сопровождаемый тремя горцами, приближается к аулу, и все жители были на ногах. Тотчас раздались крики: «Гяур! Гяур!». Лица горцев приняли грозное выражение, но наибы успели объяснить жителям, что путешествие доктора совершенно мирное.— Александр Дюма
Получив сведения, что еще некоторые замешкавшиеся семейства скрываются в дремучем лесу близ ауховского хутора Биляр-Гырган, в 8 верстах от стоянки царских, и не желая оставлять их на жертву Шамилю, Головин приказал князю Андронникову, с 2-мя батальонни мингрельского, батальоном князя Варшавского полков, грузинскою милициею и сотнею казаков, при 4-х орудиях, рано утром 19-го июня занять ур. Биляр-Гырган и прикрыть переселение ауховцев. Между тем, горцы еще ночью окружили переселенцев, но не имея возможности нанести им вреда, оставались в выжидательном положении. Прибытие князя Андронникова заставило партию, сторожившую добычу, поспешно удалиться по направлению к Хесамик-Юрту (Гассанбекенту). 
Расположение отряда полковника князя Андронникова близь Акташ-Ауха было точно бельмом на глазу у Шамиля. Крайне недовольный переходом к нам большей части ауховцев, он, по обыкновению, обрушился на одного из лучших своих наибов — Ахверды-Магому - укоряя его в неудаче и огромной потере 19-го июня. Взбешенный неблагодарностью и несправедливостью имама, остававшегося безучастным зрителем биляр-гырганского боя, Ахверды-Магома ушел в Чечню с своей партией, а Шамиль сорвал гнев на Аухе, приступив к кровавой расправе: он приказал отрубить головы племяннику Дукай-кадия, одному жителю Ярыксу-Ауха и двум хесамик-юртовцам (гассанбекентцам) за сочувствие к русским, взял аманатов из сс. Ярыксу-Ауха, Кишень-Ауха, Зандака, Хесамик-Юрта (Гассанбекента) и, приказав сжечь балаганы, в которых помещалось его воинство у последнего аула, удалился в Дарго.
По лесистой дороге между Акташ-Аухом и Мечкгером, на протяжении 20-ти верстного пути, встречаются только две поляны (первая из них ур. Биляр-Гырган, где происходило дело 19-го июня). Не доходя первой поляны наше движение было открыто неприятельским пикетом, но князь Андронников решил не откладывать предприятие, справедливо рассчитывая, что окрестные горцы не успеют быстро собраться. Когда третий эшелон вышел на ур. Биляр-Гырган, то князь расположил его на выгодной позиции, для обеспечения отступления первых двух эшелонов. Следуя далее, отряд беспрестанно натыкался на засеки из огромных деревьев, что очень замедляло марш, а между тем сигнальные выстрелы раздавались то здесь, то там, распространяя повсюду тревогу. Пройдя 6-ть верст, войска вышли на другую поляну, называемую Таузской, где эшелон майора Фабера остановился, чтобы принять на себя передовую колонну при отступлении.